# والدموهر
والدموهر (به آلمانی: Waldmohr) یک شهر در آلمان است که در Waldmohr واقع شده‌است. والدموهر ۵٬۳۱۰ نفر جمعیت دارد.